# Werner Abrahamson
Werner Hans Frederik Abrahamson, född 10 april 1744, död 22 september 1812, var en dansk författare och officer.

## Biografi
Abrahamsson föddes i Schleswig och var ursprungligen tysktalande. Han valde officersbanan och undervisade vid kadettakademin i Köpenhamn och artilleriskolan. Han ivrade i tal och skrift för det danska språkets rätt. Därjämte skrev han sällskapsvisor och tidskriftsartiklar, var en av de ledande i den kommission, som redigarede Evangelisk-christelig Psalmebog 1793-98, och hopbragte jämte Rasmus Nyerup och Knud Lyne Rahbek materialet till den viktiga, först efter hans död utkomna samlingen Udvalgte danska Viser fram Middelalderen (1812-14).
Abrahamson upptogs 1770 till frimurare i Köpenhamnslogen Zorobabel och blev 1778 talare i logen Friedrich zur gekrönten Hoffnung, där han blev ordförande mästare 1782 - en befattning han därefter innehade i tolv års tid.